# Silverstoneia dalyi
Espèce
Silverstoneia dalyi est une espèce d'amphibiens de la famille des Dendrobatidae.

## Répartition
Cette espèce est endémique du département de Chocó en Colombie. Elle se rencontre de 100 à 210 m d'altitude dans le bassin du río San Juan.

## Description
Les mâles mesurent de 14,9 à 17,9 mm et les femelles de 15,7 à 19,0 mm.

## Étymologie
Cette espèce est nommée en l'honneur de John William Daly.

## Publication originale
- Grant & Myers, 2013 : Review of the frog genus Silverstoneia, with descriptions of five new species from the Colombian Chocó (Dendrobatidae, Colostethinae). American Museum novitates, no 3784, p. 1-58 (texte intégral).